# Doggystyle (album)
 For alternative betydninger, se Doggystyle. (Se også artikler, som begynder med Doggystyle)
Doggystyle er det første studiealbum af den amerikanske rapper Snoop Dogg. Det blev udgivet den 23. november 1993 af Death Row Records og blev en stor succes.

## Trackliste
1. . "Bathtub"
2. . "G Funk Intro"
3. . "Gin and Juice"
4. . "W Balls"
5. . "Tha Shiznit"
6. . "House Party (Interlude)"
7. . "Lodi Dodi"
8. . "Murder Was the Case"
9. . "Serial Killa"
10. . "Who Am I (What's My Name)?"
11. . "For All My Niggaz & Bitches"
12. . "Ain't No Fun (If the Homies Can't Have None)"
13. . "Chronic Break"
14. . "Doggy Dogg World"
15. . "Betta Ask Somebody"
16. . "Gz and Hustlas"
17. . "U Betta Recognize"
18. . "Gz Up, Hoes Down"
19. . "Pump Pump"